# MDAX
MDAX（えむだっくす、Mid-Cap DAX＝ドイツ中型株指数）は、フランクフルト証券取引所における株価指数。同取引所に上場されている株式銘柄のうち、時価総額でDAX（ドイツ株価指数）に次ぐ50の中型株を選出して構成される、時価総額加重平均型株価指数である。数値は電子クセトラ取引システムから算出されており、管理はドイツ取引所の子会社であるSTOXXが行っている。ドイツに本社を置く株式公開会社に加えて、フランクフルト証券取引所で活発に取引が行われていればドイツ以外の欧州企業も採用の対象となる。
なお、MDAX構成銘柄に次ぐ70の小型株による株価指数として、SDAXがある。また技術系銘柄について以前は対象外とされていたが（TecDAXとして別途算出）、2018年9月24日以降、技術系銘柄もMDAXの構成銘柄に含まれるようになった。

## 指数の推移
1996年1月19日、70銘柄によって算出が開始され、2003年3月24日以降は50銘柄の選出、2018年9月24日以降は60銘柄の選出、2021年9月20日以降は50銘柄の選出となった。1987年12月30日の終値を基準値1,000として計算されている。1996年以降の年末終値の推移を示す。
| 年   | 年末終値  | 対前年増減率 |
| ---- | --------- | ------------ |
| 1996 | 2,957.83  | -            |
| 1997 | 3,684.13  | 24.56        |
| 1998 | 3,905.45  | 6.01         |
| 1999 | 4,103.82  | 5.08         |
| 2000 | 4,675.34  | 13.93        |
| 2001 | 4,326.12  | -7.47        |
| 2002 | 3,024.82  | -30.08       |
| 2003 | 4,469.23  | 47.75        |
| 2004 | 5,375.74  | 20.28        |
| 2005 | 7,311.53  | 36.01        |
| 2006 | 9,404.89  | 28.63        |
| 2007 | 9,864.62  | 4.89         |
| 2008 | 5,601.91  | -43.21       |
| 2009 | 7,507.04  | 34.01        |
| 2010 | 10,128.12 | 34.91        |
| 2011 | 8,897.81  | -12.15       |
| 2012 | 11,914.37 | 33.90        |
| 2013 | 16,574.45 | 39.11        |
| 2014 | 16,934.85 | 2.17         |
| 2015 | 20,774.62 | 22.67        |
| 2016 | 22,188.94 | 6.81         |
| 2017 | 26,200.77 | 18.08        |
| 2018 | 21,588.09 | -17.61       |
| 2019 | 28,312.80 | 31.15        |
| 2020 | 30,796.26 | 8.77         |
| 2021 | 35,123.25 | 14.05        |
| 2022 | 25,117.57 | -28.49       |

最高値
2021年9月2日　終値　36,275.62
2021年9月2日　最高値　36,428.86
最安値
1996年3月14日　終値　2,539.81
1996年3月13日　最安値　2,538.33

## 構成銘柄
フランクフルト証券取引所 MDAX案内ページを参照。